# Chrysolarentia plagiocausta
Chrysolarentia plagiocausta là một loài bướm đêm thuộc họ Geometridae. Loài này có ở Lãnh thổ Thủ đô Úc, Tasmania và Victoria. Sải cánh dài khoảng 30 mm.

## Hình ảnh

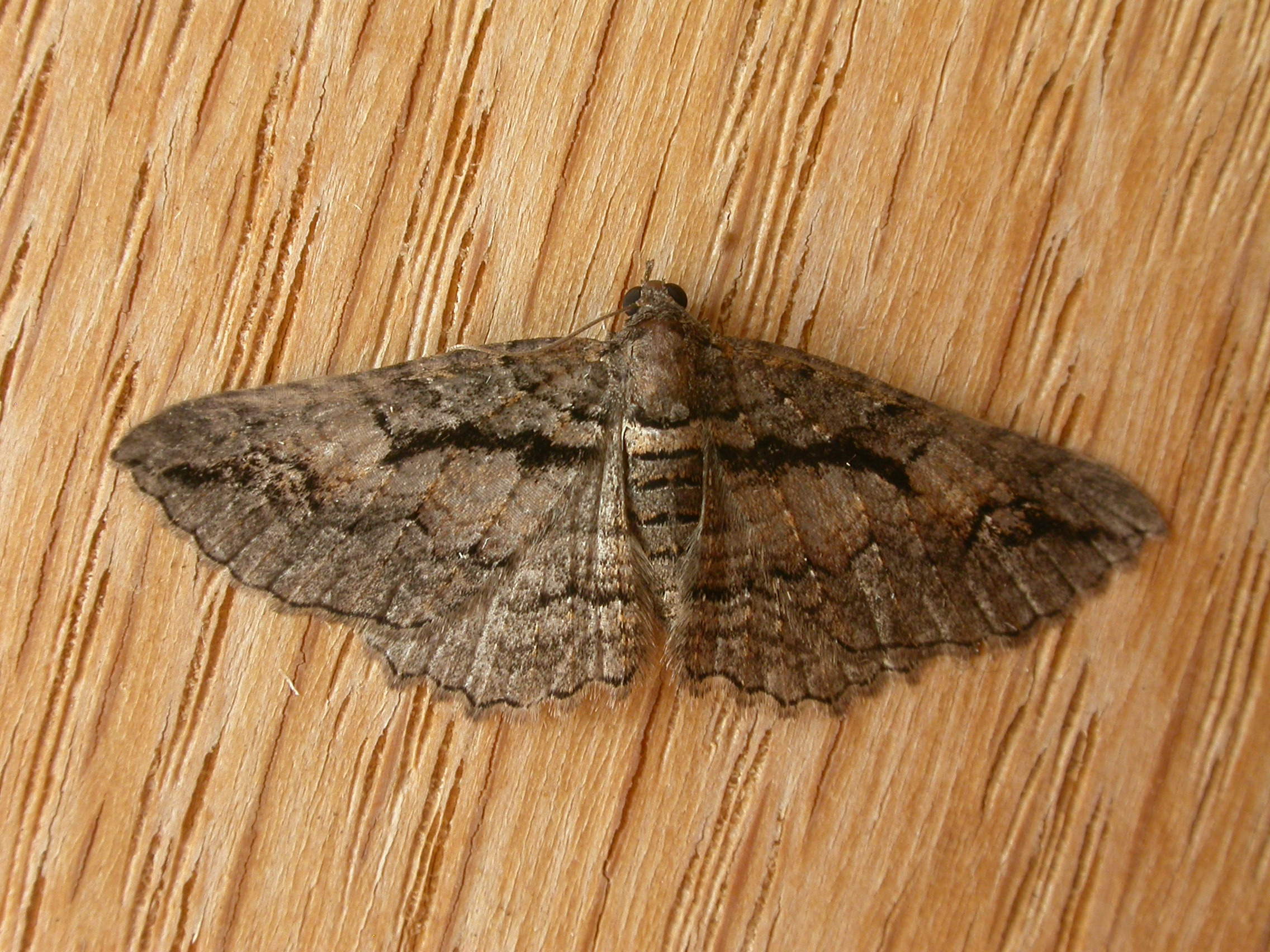
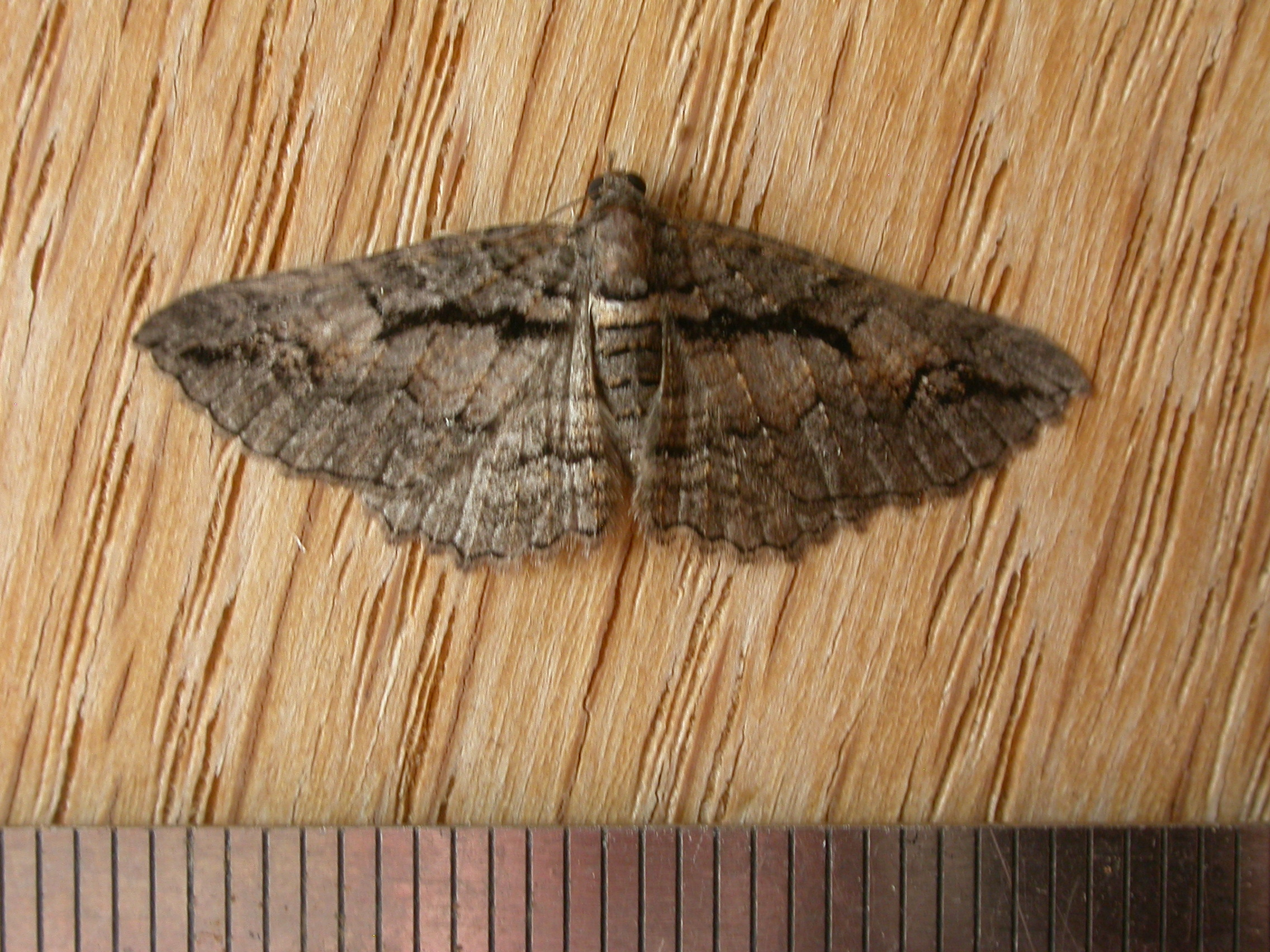